# Frigyes Karinthy
Pour les articles homonymes, voir Karinthy.
 (avril 2016).
Si vous disposez d'ouvrages ou d'articles de référence ou si vous connaissez des sites web de qualité traitant du thème abordé ici, merci de compléter l'article en donnant les références utiles à sa vérifiabilité et en les liant à la section « Notes et références ».
Dans le nom hongrois Karinthy Frigyes, le nom de famille précède le prénom, mais cet article utilise l’ordre habituel en français Frigyes Karinthy, où le prénom précède le nom.
Frigyes Karinthy (en hongrois : [ˈfriɟɛʃ ˈkɒrinti]), né le 25 juin 1887 à Budapest et mort le 29 août 1938 à Siófok, est un écrivain, dramaturge, poète, journaliste et traducteur hongrois.

## Biographie
À quinze ans, admirateur de Jules Verne et déjà humoriste, il écrit un Voyage de noces au centre de la terre. À dix-neuf ans, il publie régulièrement des chroniques, des nouvelles et des poèmes. Dès 1909, il atteint la célébrité et fréquente les cafés littéraires où une cour l’entoure chaque jour à sa place d’habitué. En 1912, il publie un À la manière de... féroce, irrésistible et plus vrai que nature, où il saisit l’essence même des œuvres de ses concitoyens et des écrivains connus de son temps : Oscar Wilde, Ibsen, Zola, Pirandello et bien d’autres. Son succès est retentissant.
Dans les années 1910 à 1930, les éditeurs s'arrachent ses œuvres. Journaux, revues et périodiques attendent de lui une présence quotidienne, tandis qu'il écrit ses romans (Danse sur la corde, Capillaria, Voyage à Farémido), des pièces de théâtre et de nombreuses nouvelles. 
Les multiples visages de l'écrivain sont tout à la fois celui d’un humoriste, d’un philosophe visionnaire et d’un poète. Le philosophe satirique en quête de vérités humaines essentielles et le ciseleur raffiné des caractères se cachent souvent derrière le visage de l'humoriste ou de l'écrivain de l'absurde. « En humour, je ne plaisante jamais » compte parmi l'un de ses aphorismes souvent cités. Le poète se révèle par des œuvres d’une grande originalité, dans une totale maîtrise de la rime et du rythme (Message dans une bouteille, Je ne peux le dire à personne).
En 1936, atteint d’une tumeur au cerveau, il est opéré à Stockholm par le meilleur spécialiste du moment, grâce à une souscription nationale. Il raconte sa maladie dans Voyage autour de mon crâne. Il meurt deux années plus tard d’une attaque cérébrale.
Frigyes Karinthy est l'inventeur du concept des six degrés de séparation, dans sa nouvelle Láncszemek (« Chaînons »), publiée en 1929 dans son recueil Minden másképpen van (« Tout est différent »). Cette théorie veut que chacun d'entre nous, sur la planète, peut être connecté à une autre personne en suivant une chaîne de connaissances ne contenant pas plus de cinq intermédiaires.
Il est le père de l'écrivain et dramaturge hongrois, Ferenc Karinthy (1921-1992)

## Traductions françaises

### Poésie
- Anthologie de la poésie hongroise du XXe siècle à nos jours, établie par Ladislas Gara, préface de L. C. Szabo, Le Seuil, 1962
- Chardonnette, Struggle for life, Les Dana-Idas, Le Seuil, 1962

### Recueils de nouvelles
- La Ballade des hommes muets, Sagittaire, 1936
- Une bonne blague, Rencontre avec un jeune homme, À la manière de Zola, Charles Dickens, Corvina, 1965
- Ma mère, Rencontre avec un jeune homme, J'étudie la vie psychique, Je et P'tit je, Chez le psychiatre, dans Cure d'ennui, écrivains hongrois autour de Sandor Ferenczi, traduction de S. Kepes, Gallimard, 1992
- À ventre ouvert, traduction de Judith et Pierre Karinthy, dans l'anthologie Amour, Éditions Corvina, 1996
- Je dénonce l'humanité, recueil de nouvelles, traductions de Judith et Pierre Karinthy, Viviane Hamy, 1996. Rééd. 2015
- Le Cirque et autres nouvelles, Ombres, traduction de Péter Diener, 1997
- Je rentre travailler, dans Les Cafés littéraires de Budapest, traduction de Joëlle Dufeuilly, Le Passeur, 1998
- Du journal d'un écrivain débutant, traduction de Judith et Pierre Karinthy, Le Passeur, 1998
- Tous sports confondus, traduction de Cécile A. Holdban, Editions du Sonneur, 2014  (ISBN 978-2-916136-78-3)

### Romans
- Capillaria, traduction de L. Gara et M. Largeaud, Rieder, 1931 ; version incomplète de V. Charaire, préface de Gérard Zwang, La Différence, 1990
- Danse sur la corde, traduction de F. Gal, préface de J.-L. Moreau, Presses Orientalistes de France, 1985
- Le Cirque, Rieder, 1927 ; Seghers, 1961 ; Corvina, 1965 ; Ombres, 1998
- M'sieur, traduction de F. Gal, préface de Louis Nyeki, In Fine, 1992
- Reportage céleste (de notre envoyé spécial au paradis), traduction de Judith et Pierre Karinthy, Nantes, Le Passeur, 1998 ; réédition, 10/18, coll. « Domaine étranger », 2001
- Voyage autour de mon crâne, traduction de Judith et Pierre Karinthy, Denoël, 2006
- Farémido, traduction de Judith et Pierre Karinthy, Cambourakis, 2013